# Bogdănești, Suceava
Bogdanesti là một xã thuộc hạt Suceava, România. Dân số thời điểm năm 2002 là 4005 người.